# Ретинручей
Ретинручей — река в России, протекает по территории Куземского сельского поселения Кемского района Карелии. Длина реки — 14 км.

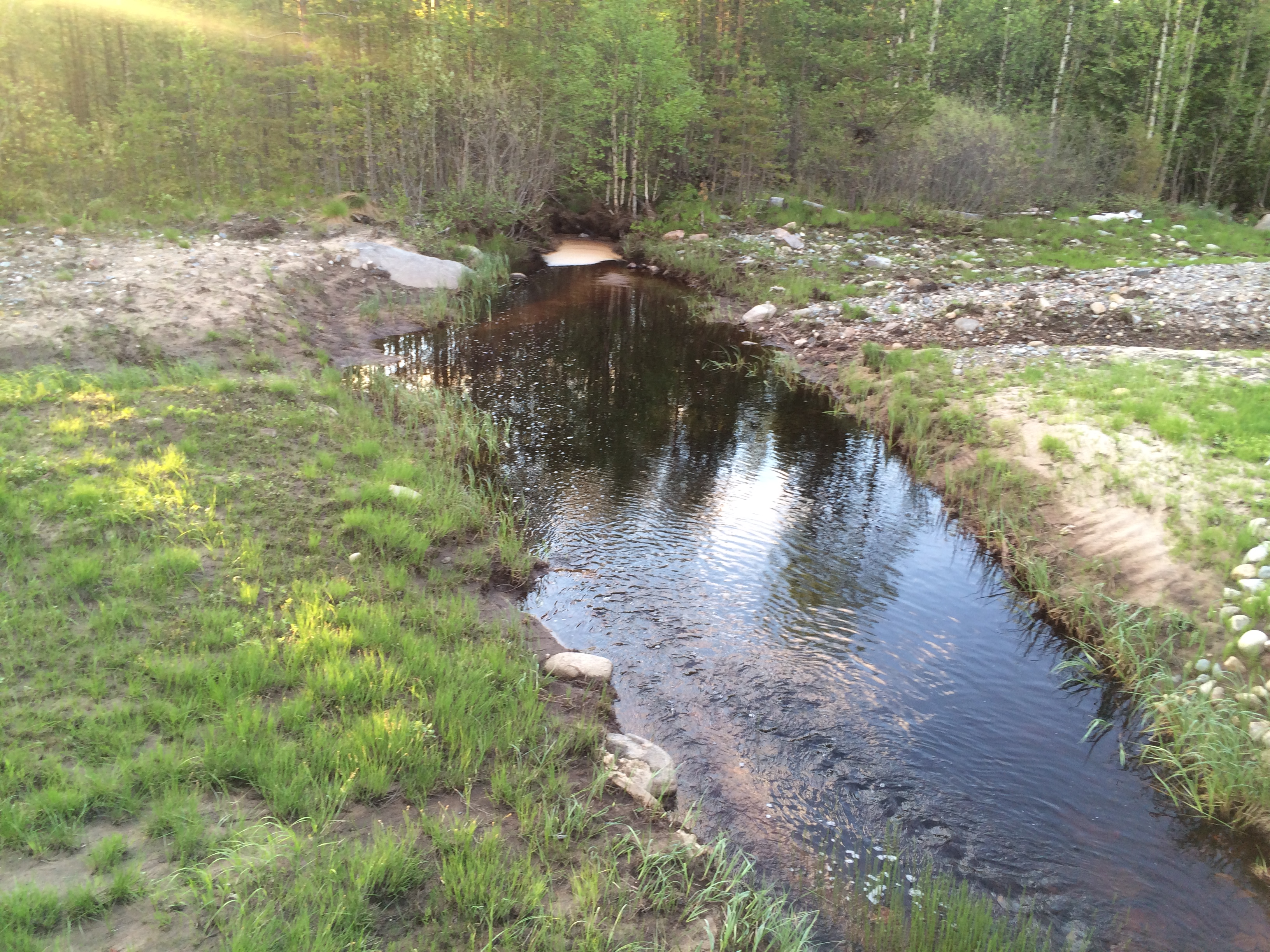
Вид по течению

Река берёт начало из безымянной ламбины на высоте 97 метров над уровнем моря.
Течёт преимущественно в восточном направлении по заболоченной местности. В среднем течении пересекает трассу Р21 («Кола»). Перед устьем протекает озеро Гагариламбина, расположенное на высоте 67,8 м над уровнем моря.
Впадает в реку Поньгома правым притоком ниже Малого Рогозера на высоте 63,0 метров над уровнем моря.
Река в общей сложности имеет два притока суммарной длиной 2,0 км.
Населённые пункты на реке отсутствуют.
Код объекта в государственном водном реестре — 02020000712202000002466.